# 1065 Amundsenia
1065 Amundsenia è un asteroide areosecante. Scoperto nel 1926, presenta un'orbita caratterizzata da un semiasse maggiore pari a 2,3604722 UA e da un'eccentricità di 0,2974434, inclinata di 8,36702° rispetto all'eclittica.
Il suo nome è in onore dell'esploratore norvegese Roald Amundsen.